# Советский (Екатериновский район)
Советский — поселок в Екатериновском районе Саратовской области. Входит в состав сельского поселения Крутоярское муниципальное образование. 

## География
Находится на расстоянии примерно 12 километров на восток-север-восток от районного центра поселка Екатериновка.

## История
Официальная дата основания 1930 год.

## Население
Постоянное население составило 152 человека (русские 59%) в 2002 году, 79 в 2010.